# Topptjärnen (Mörsils socken, Jämtland)
Topptjärnen är en sjö i Åre kommun i Jämtland och ingår i Indalsälvens huvudavrinningsområde. Topptjärnen ligger i Fiskhusberget Natura 2000-område.